# Valley Springs, Kalifornien
Valley Springs är en så kallad census-designated place i Calaveras County i Kalifornien. Vid 2010 års folkräkning hade Valley Springs 3 553 invånare. Golfbanan La Contenta Golf Club ligger i Valley Springs.